# Municipio de Wilson Mills
El municipio de Wilson Mills (en inglés: Wilson Mills Township) es un municipio ubicado en el  condado de Johnston en el estado estadounidense de Carolina del Norte. En el año 2010 tenía una población de 5.555 habitantes.

## Geografía
El municipio de Wilson Mills se encuentra ubicado en las coordenadas 35°34′8.57″N 78°21′12″O / 35.5690472, -78.35333.